# 전현철
전현철(1990년 7월 3일 ~ )은 대한민국의 전 축구 선수이며 포지션은 공격수였다. 현역 은퇴후 현재는 축구 지도자의 길을 걷고 있다..

## 축구인 경력

### 선수 경력
2012 K리그를 앞두고 실시된 드래프트에서 성남 일화 천마에 지명되었다. 2012년 4월 22일 광주 FC를 상대로 데뷔전을 치렀고 두 번째 경기인 경남 FC와의 경기에서 데뷔골을 터뜨렸다.
2013 K리그를 앞두고 아주대학교 은사인 하석주 감독의 러브콜을 받고 전남 드래곤즈로 이적하였다.
2016 시즌을 앞두고 전성찬과의 트레이드로 고향팀인 부산 아이파크로 이적하였다.
2017년 부터 2019년까지 대구 fc에서 선수 생활을 이어 나갔다.

## 수상 내역

### 클럽

#### 성남 일화 천마
- 피스컵

● 준우승 (1) 2012

#### 대구 FC
- FA컵

● 우승 (1) 2018

### 개인
- 2010 제7회 전국춘계 1,2학년 대학축구대회 득점상
- 2011 U리그 득점왕 (5득점/3경기)

### 코치
- 2023 고등백록기 저학년 우수지도자상 (부경고SC)